# Biblis hyperia

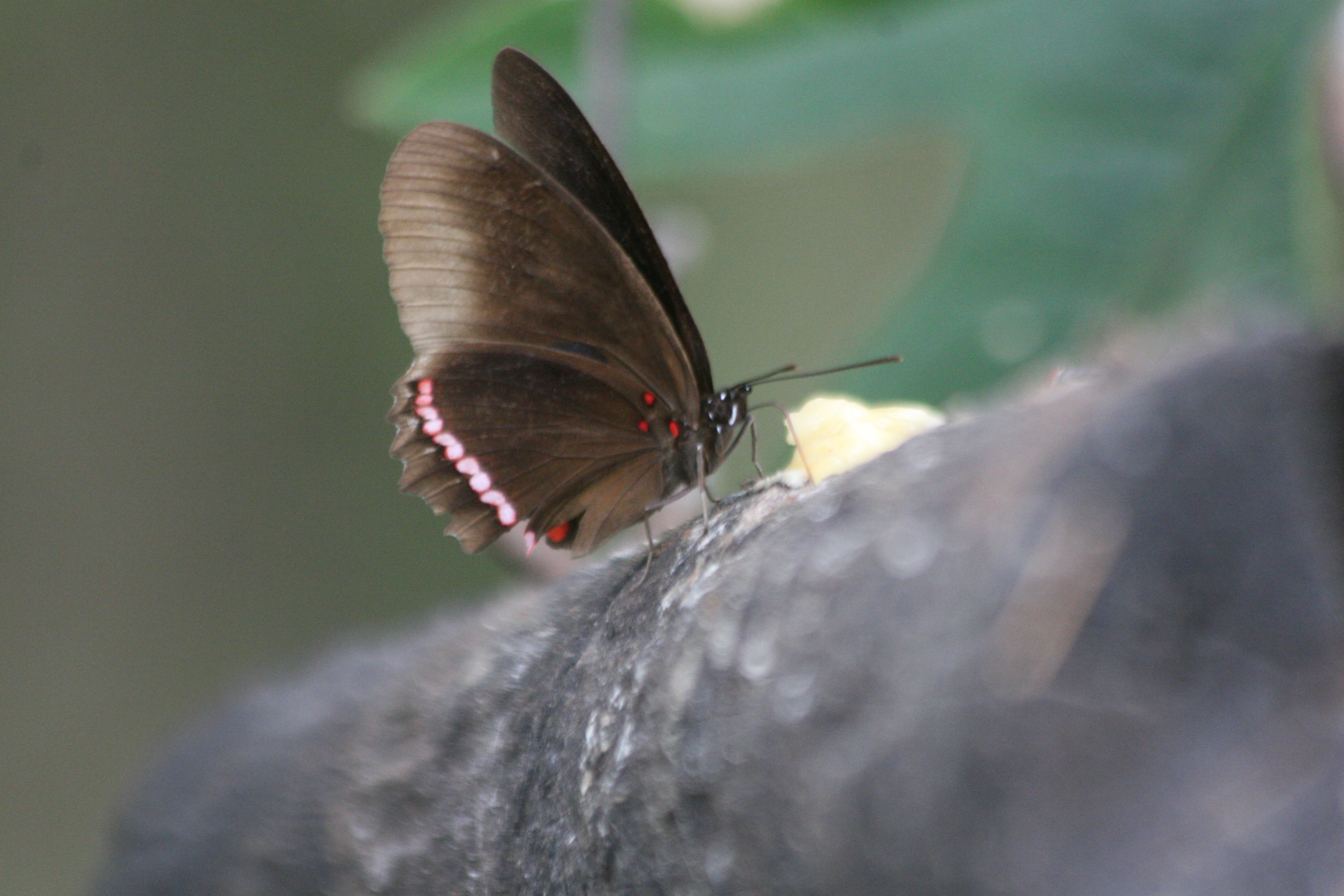
Flügelunterseite

Biblis hyperia ist ein Schmetterling (Tagfalter) aus der Familie der Edelfalter (Nymphalidae).

## Merkmale

### Falter
Die Flügelspannweite der Falter beträgt 51 bis 76 Millimeter. Die Flügeloberseiten sind im Wesentlichen samtig tiefschwarz gefärbt. Lediglich der Randbereich der Vorderflügel hat eine blasse schwarzgraue Farbe. In der Submarginalregion der Hinterflügel hebt sich ein deutliches rotes Band ab, das zu dem englischen Namen Red Rim führte. Die Unterseiten der Flügel zeigen ein nahezu identisches Muster wie dasjenige der Oberseiten. Es ist jedoch blasser ausgebildet. Aufgrund der sehr markanten Zeichnungselemente sind die Falter unverwechselbar.

### Ei, Raupe, Puppe
Das Ei hat eine weißliche Farbe, ist leicht abgeflacht und mit vielen Längsrippen überzogen. Die Eier werden einzeln, zuweilen in sehr kleinen Gruppen an jungen Blättern der Nahrungspflanze abgelegt.
Ausgewachsene Raupen haben eine graubraune bis rötlich braune Farbe. Sie sind auf der gesamten Körperlänge mit stark verzweigten, dunklen Dornen bestückt. Am Kopf befinden sich zwei auffallend lange Hörner.
Die Puppe ist gelblich grau, bräunlich oder blass grün gefärbt und mit kleinen Flecken auf dem deutlich hervortretenden Sattel versehen. Sie ist als Stürzpuppe ausgebildet.

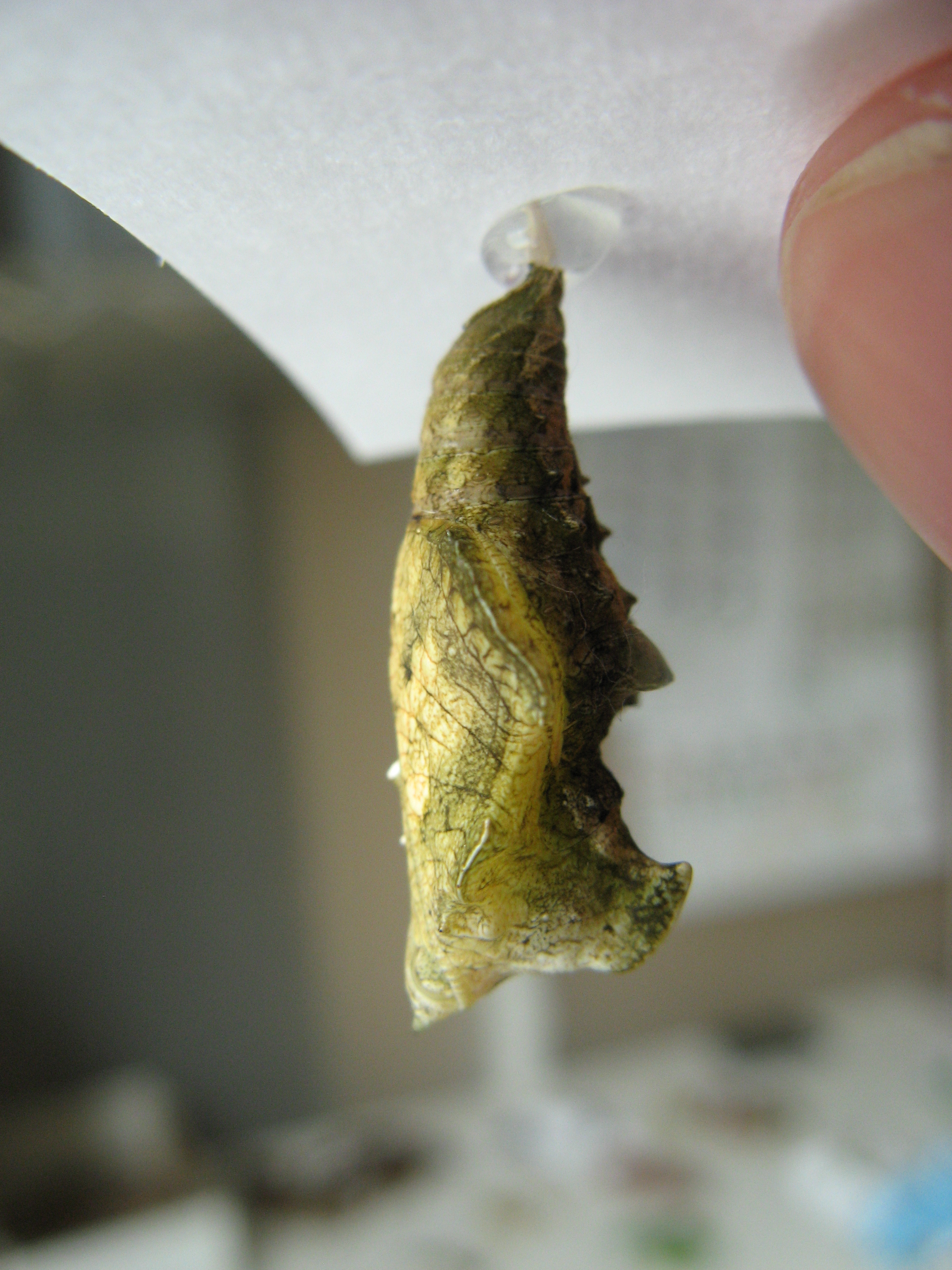
Puppe, Seitenansicht
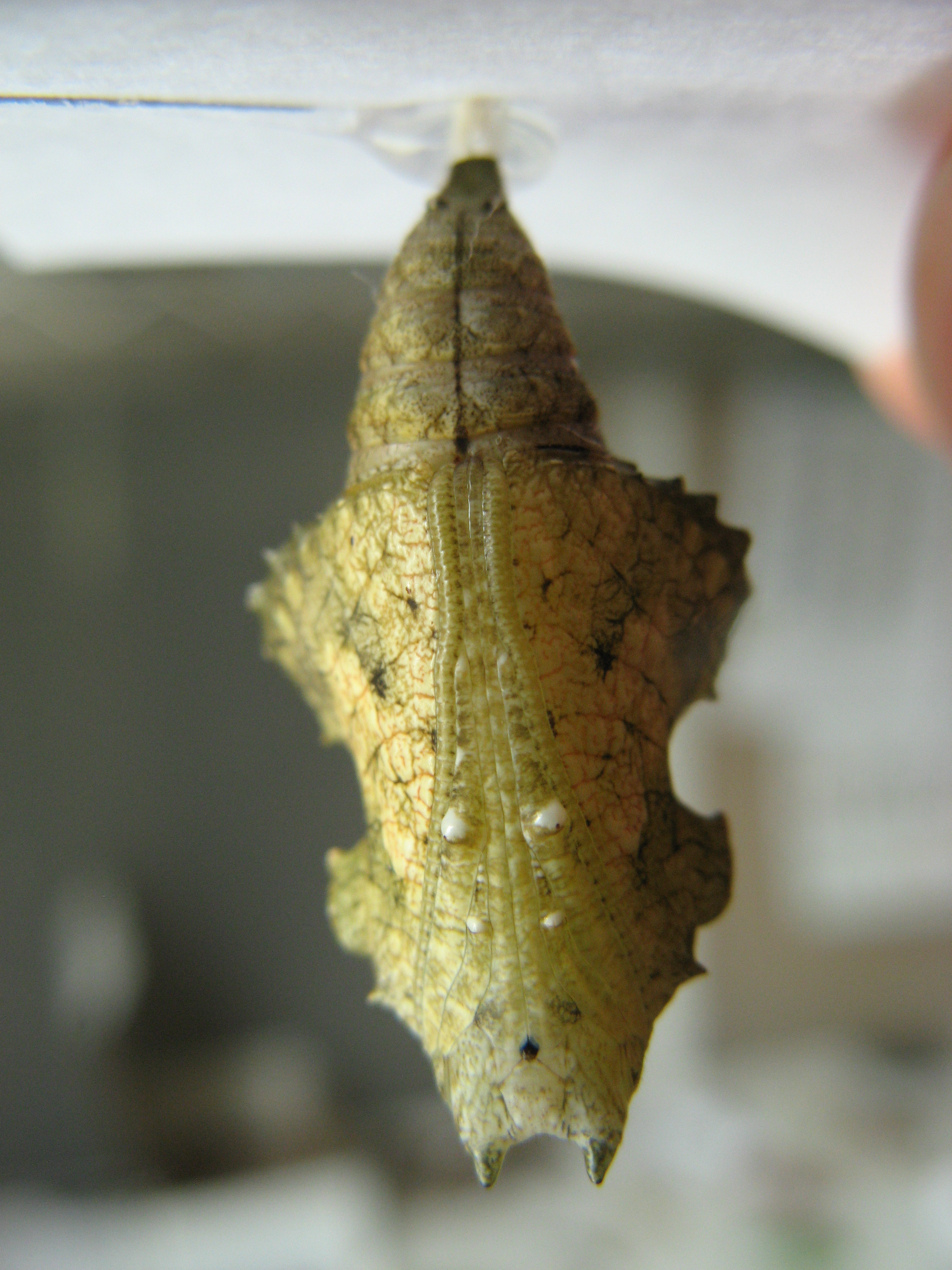
Puppe, Rückansicht

## Verbreitung und Vorkommen
Das Verbreitungsgebiet der Art erstreckt sich vom US-Bundesstaat Texas weiter südlich über Mittelamerika bis nach Paraguay und Brasilien. Biblis hyperia besiedelt bevorzugt subtropische Wälder.

## Unterarten
Neben der Nominatform Biblis hyperia hyperia werden die folgenden weiteren Unterarten unterschieden:
- Biblis hyperia aganisa Boisduval, 1836, Mexiko
- Biblis hyperia laticlavia (Thieme, 1904), Ecuador
- Biblis hyperia nectanabis ( Fruhstorfer, 1909), Brasilien, Paraguay
- Biblis hyperia pacifica (Hall, 1928), Ecuador

Eine weitere, bisher noch unbenannte Unterart wird für Peru erwähnt.

## Lebensweise
Die Falter fliegen in fortlaufenden Generationen. Sie saugen gerne an überreifen Früchten, jedoch nicht an Blüten. Junge Raupen schützen sich in einem aus Kotresten und Seide angelegten Gespinst. Sie ernähren sich von den Blättern verschiedener Wolfsmilchgewächse (Euphorbiaceae), insbesondere von Tragia volubilis.